# Pilský mlýn pod Hodovem
Pilský mlýn pod Hodovem je zaniklý vodní mlýn v severní části Úval v lokalitě Hodov, který stál na potoce Výmola u zaniklého dolního Pilského rybníka.

## Historie
Vodní mlýn vznikl kolem roku 1757, kdy vyhořel Horní panský mlýn i s pilou. Hodovský mlýn se tak rozšířil o druhý mlýn se samostatnou pilou, který byl postaven na hrázi dolního Pilského rybníka. Pila byla zrušena v 1. polovině 19. století současně s rybníkem.